# Moricandia
Moricandia és un gènere de plantes amb flors dins la família Brassicàcia. Consta de 3 a 9 espècies pròpies principalment de la part meridional de la regió mediterrània i de la regió sahariana
Moricandia ramburii anomenada també col violeta és cultivada om a planta ornamental.
Les dues espècies autòctones als Països Catalans:Moricandia arvensis i Moricandia moricandioides

## Descripció
Les fulles basals, d'uns 5 cm no es disposen en roseta i tenen un contorn cordiforme i àpex obtús, que es pot tornar agut en les de la tija. La inflorescències en raïms florals apicals amb 10 a 20 flors. Pètals de fins a 3 cm de colors violacis. Sèpals gibosos a la base. El fruit és una síliqua recta, erecta i comprimida.
Les espècies ibèriques que pertanyen a aquest gènere presenten totes el mateix nombre cromosòmic 2n = 28. Es considera aquest tàxon amfidiploide, és a dir, que esdevé de la hibridació de dos tàxons diploides del mateix gènere o gèneres afins i posterior duplicació de la dotació cromosòmica després de dos gàmetes no reduïdes.

## Algunes espècies
- Moricandia arvensis (L.) DC.
  - Moricandia arvensis subsp. arvensis
  - Moricandia arvensis subsp. suffruticosa (Desf.) Maire
- Moricandia crassifolia Gay
- Moricandia foetida
- Moricandia moricandioides
- Moricandia nitens (Viv.) E. A. Durand & Barratte
- Moricandia ramburei
- Moricandia sonchifolia
- Moricandia spinosa Pomel.
- Moricandia suffruticosa (Desf.) Coss. & Durieu